# Ljubljana-Domzale-Ljubljana TT
Ljubljana-Domzale-Ljubljana TT est une course cycliste féminine slovène. Créée en 2007, elle intègre le  calendrier de l'Union cycliste internationale en catégorie 1.2 en 2014. Elle a pour point de départ et d'arrivée le centre commercial BTC City à Ljubljana.

## Palmarès
| Année | Vainqueur         | Deuxième          | Troisième      |
| ----- | ----------------- | ----------------- | -------------- |
| 2014  | Martina Ritter    | Vera Koedooder    | Taryn Heather  |
| 2015  | Tatiana Antoshina | Ann-Sophie Duyck  | Jaime Nielsen  |
| 2016  | Ann-Sophie Duyck  | Olga Zabelinskaïa | Claire Rose    |
| 2017  | Ann-Sophie Duyck  | Eugenia Bujak     | Elinor Barker  |
| 2018  | Olga Zabelinskaïa | Hayley Simmonds   | Eugenia Bujak  |
| 2019  | Marlen Reusser    | Olga Zabelinskaïa | Vittoria Bussi |